# Roman Laskowski
Roman Laskowski (ur. 17 lutego 1936 w Komarnie, zm. 21 czerwca 2014) – polski językoznawca, slawista, polonista i bohemista, pionier fonologii generatywnej w Polsce. Działacz NSZZ „Solidarność”, w tym struktur podziemnych związku w pierwszej połowie lat 80.

## Życiorys

### Młodość
W 1940 został razem z rodziną wywieziony do Kazachstanu. Powrócił do Polski w 1946, zamieszkał w Kietrzu, tam w 1954 ukończył liceum ogólnokształcące.

### Kariera naukowa
W 1959 ukończył studia bohemistyczne na Uniwersytecie Jagiellońskim. W latach 1960–1963 był pracownikiem Śląskiego Instytutu Naukowego w Katowicach, w latach 1963–1969 Zakładu Słowianoznawstwa PAN w Warszawie. W 1967 obronił na Uniwersytecie Jagiellońskim pracę doktorską Derywacje rzeczowników w dialektach laskich, napisaną pod kierunkiem Alfreda Zaręby. Od 1969 do 1973 był pracownikiem Pracowni Budowy Gramatycznej Języka Polskiego Instytutu Badań Literackich PAN i wykładowcą Wyższej Szkoły Pedagogicznej w Rzeszowie. W 1973 został zatrudniony w nowo powstałym Instytucie Języka Polskiego PAN w Krakowie i był z nim związany aż do śmierci, kolejno jako adiunkt (do 1975), docent (do 1981), profesor nadzwyczajny (do 2001) i profesor zwyczajny (od 2001). W 1974 habilitował się w IBL PAN na podstawie pracy Studia nad morfonologią współczesnego języka polskiego. Równocześnie był wykładowcą Uniwersytetu Śląskiego w Katowicach (1973-1975 jako adiunkt, 1975-1981 jako docent, 1981-1985 jako profesor nadzwyczajny). W 1985 wyjechał do Szwecji, gdzie od tegoż roku pracował jako profesor w Instytucie Języków Słowiańskich Uniwersytetu w Göteborgu, pozostając jednak związanym z IJP PAN. W 2001 powrócił do Polski, wykładał na Uniwersytecie Jagiellońskim (2001-2007) i Szkole Wyższej Psychologii Społecznej (2008-2012).
Był członkiem Międzynarodowej Komisji Słowotwórstwa Języków Słowiańskich (od 1974), Międzynarodowej Komisji Budowy Gramatycznej Języków Słowiańskich (od 1976, w latach 1976–1986 sekretarz komisji) i Międzynarodowej Komisji Fonetyki i Fonologii Języków Słowiańskich (1978-1987) działających przy Międzynarodowym Komitecie Slawistów. W 1986 został członkiem Królewskiego Towarzystwa Sztuki i Nauki w Göteborgu. Od 1990 był członkiem korespondentem, a od 2001 członkiem czynnym Wydziału I Filologicznego Polskiej Akademii Umiejętności, w tym także sekretarzem wydziału. Należał do Czeskiego Towarzystwa Językoznawczego oraz Polskiego Towarzystwa Językoznawczego (w tym ostatnim w 2010 został członkiem honorowym). Zasiadał w Komitecie Słowianoznawstwa i Komitecie Językoznawstwa PAN. Był redaktorem naczelnym Biuletynu Polskiego Towarzystwa Językoznawczego, twórcą i pierwszym redaktorem naczelnym Studies in Polish Linguistics (do nr 7).
Został pochowany na cmentarzu Rakowickim w Krakowie w alei zasłużonych (kwatera LXIX pas B-1-18).

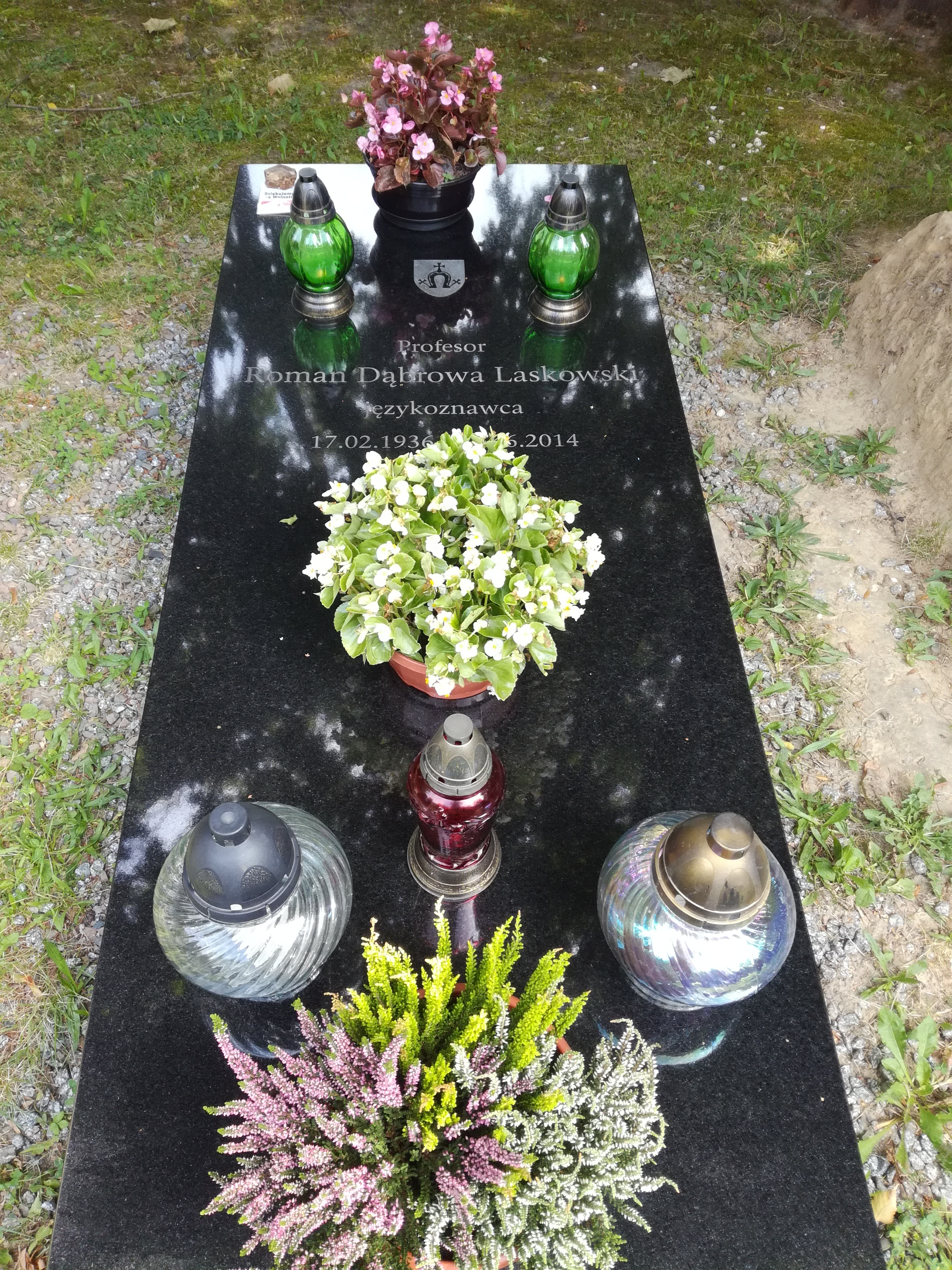
Grób prof. Romana Laskowskiego na cmentarzu Rakowickim

### Prace naukowe
Był autorem prac dotyczących dialektologii, historii języka polskiego i współczesnego języka polskiego, w tym pierwszej w Polsce napisanej po polsku monografii w ramach teorii fonologii generatywnej: Studia nad morfonologią języka polskiego(wyd. 1975), za którą otrzymał nagrodę im. Kazimierza Nitscha. Opublikował ponadto Derywacje rzeczowników w dialektach laskich. Cz. 1, Abstracta, collectiva, deminutiva, augmentativa (1966), Derywacja rzeczowników w dialektach laskich. Cz. 2, Rzeczowniki z formatem w funkcji przedmiotowej (1971), Polnische Grammatik (1972), Język w zagrożeniu: przyswajanie języka polskiego w warunkach polsko-szwedzkiego bilingwizmu (2009), był współautorem tomu Gramatyka współczesnego języka polskiego. Morfologia (1984 – razem z Renatą Grzegorczykową i Henrykiem Wróblem) oraz jednym z autorów Encyklopedii wiedzy o języku polskim (1978), Encyklopedii języka polskiego (1991) i Encyklopedii językoznawstwa ogólnego (1994)

### Działalność opozycyjna
We wrześniu 1980 należał do organizatorów Niezależnego Samorządnego Związku Zawodowego Pracowników Nauki, Techniki i Oświaty (NSZZ PNTiO). Po włączeniu tej organizacji do NSZZ „Solidarność” był zastępcą przewodniczącego Komisji Zakładowej „Solidarności” Oddziału PAN w Krakowie (przewodniczącym komisji był Jerzy Zdrada) oraz wiceprzewodniczącym Ogólnopolskiej Komisji Porozumiewawczej NSZZ „Solidarność” PAN. Po ogłoszeniu stanu wojennego aktywnie włączył się w prace struktur podziemnych związku. Był jednym z założycieli i członkiem redakcji „Biuletynu Małopolskiego”, który stał się organem prasowym Regionalnej Komisji Wykonawczej Regionu Małopolska, a od jesieni 1983 Regionalnego Komitetu „Solidarność” Mazowsze. W czerwcu 1982 stworzył razem z Jerzym Zdradą zespół programowy RKW, kierował następnie tzw. Grupą Opinii i Analiz, był jednym z najbliższych doradców przewodniczącego RKW Władysława Hardka oraz tzw. łącznikiem merytorycznym RKW z Tymczasową Komisją Koordynacyjną NSZZ „Solidarność”. Uczestniczył w tworzeniu programu TKK oraz spotkaniach rady Programowej TKK powstałej w 1985. W działalności konspiracyjnej posługiwał się pseudonimem „Kamil”.

### Odznaczenia
W 1995 został odznaczony Krzyżem Kawalerskim Orderu Odrodzenia Polski „za wybitne zasługi w upowszechnianiu dorobku polskiej kultury i nauki” w Szwecji.